# Quartier Saint-Ambroise
Das Quartier Saint-Ambroise ist das 42. der 80 Quartiers (Stadtviertel) von Paris im 11. Arrondissement.

Die Stadtviertel im 11. Arrondissement

## Lage
Der Verwaltungsbezirk im 11. Arrondissement von Paris wird von folgenden Straßen begrenzt:
- Nordwesten: Rue Oberkampf
- Südwesten: Boulevard Beaumarchais
- Nordosten: Boulevard de Ménilmontant
- Südosten: Rue du Chemin Vert

## Namensursprung
Das Viertel leitet seinen Namen von der Kirche St-Ambroise ab, die ihrerseits nach Ambrosius von Mailand benannt wurde.

## Sehenswürdigkeiten
- Kirche Saint-Ambroise
- Square Richard Lenoir
- Comédie Bastille
- Atelier Lumières
- Virtual Room
- Bataclan
- Le Passage vers les Étoiles